# Dineutus serrulatus
Dineutus serrulatus är en skalbaggsart som beskrevs av Leconte 1868. Dineutus serrulatus ingår i släktet Dineutus och familjen virvelbaggar.

## Underarter
Arten delas in i följande underarter:
- D. s. serrulatus
- D. s. analis